# Cast (kryptonim)
Cast – kryptonim amerykańskiej placówki wywiadowczej w czasie II wojny światowej, dowodzonej przez kmdra Rudolpha J. Fabiana.
Kryptonim Cast utworzono od litery „C”, pod jaką zakodowano w łączności wojskowej Corregidor na Filipinach - od końca lat trzydziestych działała tam w podziemnym tunelu placówka kryptoanalityczna marynarki, odczytująca japońskie radiodepesze przekazane przez US Army z pobliskiego ośrodka nasłuchu radiowego, obsługiwanego przez 2 Batalion Służby Sygnałowej Sił Lądowych. Była wyposażona w maszynę Purple, dzięki której rozszyfrowywano japońskie depesze dyplomatyczne. Odniosła szereg sukcesów, m.in. w cztery dni złamała nowy kod szyfrowy wprowadzony przez Japończyków grudnia 1941. Rozszyfrowane radiodepesze przekazywane były dwóm amerykańskim dowódcom na Filipinach: generałowi Douglasowi MacArthurowi i admirałowi Thomasowi C. Hartowi.
Po ataku Japończyków na Pearl Harbor i rosnącym zagrożeniu przejęcia przez nich Filipin personel stacji i cały sprzęt został ewakuowany do Australii przez okręt podwodny USS Seadragon, w dwóch turach - na początku lutego i w kwietniu 1941 (drugi rejs odbył wspólnie z okrętem podwodnym USS Permit). 